# Coccyzus minor
Il cuculo delle mangrovie (Coccyzus minor (Gmelin, 1788)) è un uccello della famiglia dei Cuculidi.

## Distribuzione e habitat
Questo uccello vive nelle aree estuarine della Florida, dell'America centrale, dei Caraibi e della parte settentrionale del Sud America fino al Brasile.